# Конари (Сандомирський повіт)
Конари (пол. Konary) — село в Польщі, у гміні Клімонтув Сандомирського повіту Свентокшиського воєводства.
Населення — 310 осіб (2011).
У 1975-1998 роках село належало до Тарнобжезького воєводства.

## Демографія
Демографічна структура на день 31 березня 2011 року:
|          | Загалом | Допрацездатний вік | Працездатний вік | Постпрацездатний вік |
| -------- | ------- | ------------------ | ---------------- | -------------------- |
| Чоловіки | 171     | 24                 | 124              | 23                   |
| Жінки    | 139     | 30                 | 69               | 40                   |
| Разом    | 310     | 54                 | 193              | 63                   |